# Leandro Araújo da Silva
Leandro Araújo da Silva (ur. 17 grudnia 1983) – brazylijski siatkarz występujący na pozycji atakującego, były reprezentant kraju. Od sezonu 2016/2017 występuje w argentyńskiej drużynie Deportivo Moron Voley.

## Kluby
- 2000–2003:  Vivo/Minas
- 2003–2004:  S.C. Ulbra
- 2004–2005:  Bento Vôlei
- 2005–2006:  Esporte Clube Banespa
- 2006–2007:  Daejeon Samsung Bluefangs
- 2007–2008:  Toray Arrows
- 2008–2009:  Sada Cruzeiro Vôlei
- 2009–2010:  Incheon Korean Air Jumbos
- 2010–2011:  BMG Montes Claros
- 2011–2012:  Al-Ahli Club Dubai
- 2012–2013:  Pishgaman
- 2013–2014:  Funvic/Taubaté
- 2014–2015:  Voleisul/Paqueta
- 2015–2016:  Espadon Szczecin
- 2016-:  Deportivo Moron Voley

## Sukcesy
- 2001  - mistrzostwo Brazylii
- 2002  - mistrzostwo Brazylii